# セス・ギャンブル

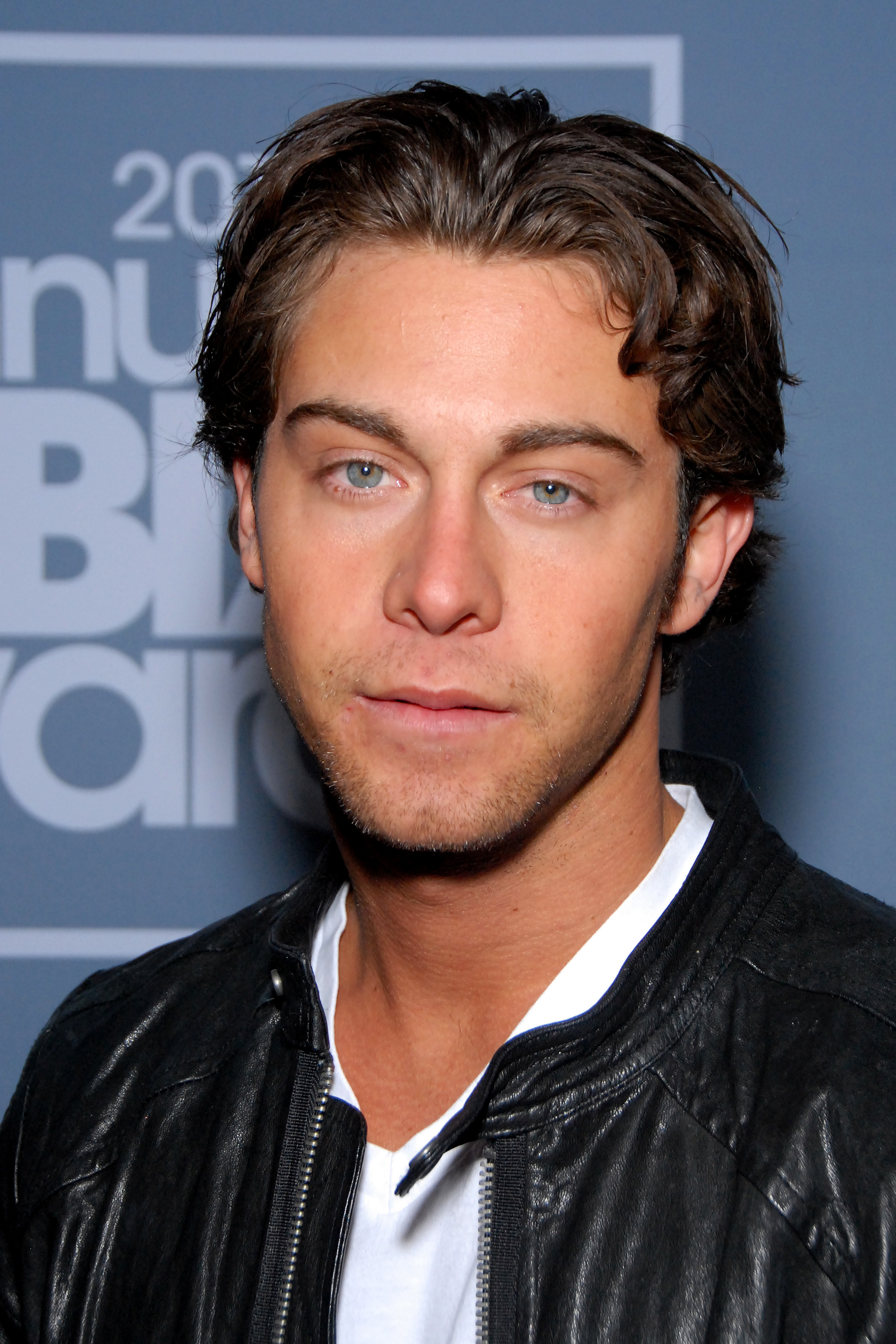
セス・ギャンブル

セス・ギャンブル（Seth Gamble, 1987年2月10日 - ）は、アメリカ合衆国のポルノ俳優。

## 出演作品
- アメコミヒーロー絶倫スペシャル
- 速攻ヤロー Bチーク
- ハリーホッターとスケベな椅子
上記タイトルのDVDは日本ではコンマビジョン（BOOB CITYレーベル）から発売。